# Kvívík
Kvívík – wieś na zachodnim wybrzeżu wyspy Streymoy, na Wyspach Owczych. Liczy obecnie (I 2015 r.) 362 mieszkańców. Kod pocztowy Kvívík to FO-340.

## Historia
Kvívík jest jednym z najwcześniej powstałych osiedli Wysp Owczych.

## Demografia
Według danych Urzędu Statystycznego (I 2015 r.) jest 27. co do wielkości miejscowością Wysp Owczych.